# دراغومير ستانكوفيتش
دراغومير ستانكوفيتش (بالإنجليزية: Dragomir Stankovic)‏ (مواليد 6 فبراير 1972) حكم كرة قدم صربي . قرر الاتحاد الدولي لكرة القدم اعتماده حكما دوليا وشارك في إدارة مباريات في بطولة دوري أوروبا .